# Abandon (Album)
Abandon ist das 16. Studioalbum der englischen Rockband Deep Purple. Es erschien im Juni 1998 bei EMI Records (weltweit) bzw. CMC International (USA).

## Geschichte
Das Album ist das zweite mit Steve Morse sowie das letzte mit dem Keyboarder Jon Lord, einem Gründungsmitglied der Band. Wie bereits beim Vorgängeralbum Purpendicular wählte die Band ein Wortspiel als Titel, der sich auch als A Band On (etwa: „eine Band (macht) weiter“) begreifen lässt. Es wurde bei der Tournee mit A Band on Tour fortgesetzt. Diese führte die Band 1998/99 erstmals seit 15 Jahren wieder nach Australien. 1999 erschien so auch das Live-Album und die DVD Total Abandon: Australia '99, die in Melbourne am 20. April 1999 aufgenommen wurde. Abandon fiel stilistisch härter aus als vorherige Alben.

## Rezeption
Die Webseite Allmusic vergab 3 von 5 Sternen. Stephen Thomas Erlewine schrieb, die Band sei „nicht so jung und energetisch wie einst, aber sie ist willens, neues Material auszuprobieren, was man nicht über alle Hard-Rocker aus den 1970ern sagen kann.“ Der Einstieg von Steve Morse habe die Band „revitalisiert“.

## Titelliste
Alle Stücke wurden von Ian Gillan, Roger Glover, Jon Lord, Steve Morse und Ian Paice geschrieben, außer wo anders angegeben.
1. "Any Fule Kno That" – 4:29
2. "Almost Human" – 4:26
3. "Don't Make Me Happy" – 4:56
4. "Seventh Heaven" – 5:25
5. "Watching the Sky" – 5:26
6. "Fingers to the Bone" – 4:47
7. "Jack Ruby" – 3:48
8. "She Was" – 4:19
9. "Whatsername" – 4:26
10. "'69" – 4:59
11. "Evil Louie" – 4:56
12. „Bludsucker“ (Ritchie Blackmore, Gillan, Glover, Lord, Paice) – 4:27